# Digital Devil Story: Megami Tensei
Digital Devil Story: Megami Tensei (デジタル・デビル 物語 女神転生 Dejitaru Debiru Sutōrī Megami Tensei?, "Digital djävulsberättelse: Gudinnans återfödelse") är ett datorrollspel som utvecklades av Atlus och gavs ut av Namco år 1987 till Famicom. Spelet är den första delen i spelserien Megami Tensei, och följs upp av Megami Tensei II. Kyuuyaku Megami Tensei, en uppdaterad version av bägge spelen, gavs ut av Atlus år 1995 till Super Famicom.

## Utveckling och lansering
Spelet gavs ut av Namco till Famicom den 11 september 1987. Kyuuyaku Megami Tensei (旧約・女神転生?  "Gamla Testamentet: Gudinnans återfödelse"), en nyversion av Megami Tensei och dess uppföljare Digital Devil Story: Megami Tensei II, utvecklades av Opera House och gavs ut av Atlus den 21 mars 1995 till Super Famicom; den gavs aldrig ut officiellt utanför Japan, men en inofficiell engelskspråkig översättning finns tillgänglig i form av en patch. Kyuuyaku återsläpptes digitalt till Wii via Virtual Console den 31 juli 2012. Musiken i Kyuuyaku arrangerades av Hitoshi Sakimoto.

## Mottagande
Den japanska speltidningen Famitsu gav spelet betyget 31/40.